# سفارت بریتانیا در مکزیکوسیتی
سفارت بریتانیا در مکزیکوسیتی (به اسپانیایی: Embassy of the United Kingdom) یک منطقهٔ مسکونی و نمایندگی سیاسی این کشور در مکزیک است که در Colonia Cuauhtémoc, Mexico City واقع شده‌است.